# Ytre Enebakk
Ytre Enebakk este o localitate din comuna Enebakk, provincia Akershus, Norvegia, cu o suprafață de 2,34 km² și o populație de 3.955 locuitori (2013).